# Loek Feijen
Loek Feijen (* 13. Oktober 1930; † 4. Mai 2013 in Kufstein) war ein niederländischer Fußballspieler.

## Sportlicher Werdegang
Feijen begann mit dem Fußballspielen beim SV Limburgia, den er 1956 in Richtung Eredivisie zum BVC Amsterdam verließ. Als der Klub sich nach zwei Jahren in der höchsten Spielklasse 1958 mit D.W.S. zum DWS/A zusammenschloss, wechselte er für 15.000 Gulden zu Vitesse Arnheim. Für den Klub erzielte er bis zu seinem Karriereende 1962 49 Tore in 59 Spielen in der zweitklassigen Eerste Divisie. 
Nach dem Ende seiner Laufbahn ließ sich Feijen, der mit einer Österreicherin verheiratet war, in Österreich nieder und betrieb einen internationalen Porzellanhandel.